# Тивиця
Тивиця (пол. Tywica) — село в Польщі, у гміні Бане Грифінського повіту Західнопоморського воєводства.
Населення — 310 осіб (2011).
У 1975-1998 роках село належало до Щецинського воєводства.

## Демографія
Демографічна структура станом на 31 березня 2011 року:
|          | Загалом | Допрацездатний вік | Працездатний вік | Постпрацездатний вік |
| -------- | ------- | ------------------ | ---------------- | -------------------- |
| Чоловіки | 164     | 43                 | 112              | 9                    |
| Жінки    | 146     | 35                 | 88               | 23                   |
| Разом    | 310     | 78                 | 200              | 32                   |